# نوروله
نورولَه (به فنلاندی: Nyrölä) یک منطقهٔ مسکونی در فنلاند است که در یووسکوله واقع شده‌است.